# Manian
Pour les articles homonymes, voir Reuter.
DJ Manian ou simplement Manian, de son vrai nom Manuel Reuter est un DJ et producteur allemand né le 7 juillet 1978 à Bonn.
Figure emblématique du handsup, il est le DJ du groupe Cascada et il a aussi  produit des titres sous des dizaines de pseudonymes dont : Siria, Tune Up!, Plazmatek, Reuter, Sol-7, Danielle Paris, Andy Lopez, Ruff Stuff, M.Y.C., Diamont, Scale, Karemma, Empiria, Ampire, Bulldozer, Scarf!, Springbreak, Malek, Akira, Azuro, New Castle, etc. Il participe à d'autres projets comme R.I.O. mais aussi, plus récemment, sous le nom de groupe Spencer & Hill avec son ami Manuel Schleis. Il sort en 2013 un album intitulé Hands Up Forever.

## Carrière
Créateur de la maison d'édition Zooland Records, son plus grand succès commercial reste quand même l'ascension de son projet Cascada avec Natalie Horler et Yann Peifer (Yanou) qui atteint en juin 2006 la neuvième place des charts de singles aux États-Unis. Malgré le fait qu'il ait produit la quasi-totalité des titres de l'album, Manuel Reuter ne se mit jamais sur le devant de la scène et resta l'artiste underground qu'il a toujours été bien que ses productions soient plus que populaires. Il est également, avec Manuel Schleis, l'auteur de packs de sons, les Vengeance Samplepacks, rassemblant une multitude de samples et de boucles destinées aux producteurs de musique électronique. Ces packs deviendront par la suite de véritables références chez les producteurs d'EDM.
En 2007, il crée un autre projet avec Yanou : R.I.O.. La voix de son chanteur, Tony Dyer, permet le mélange entre Reggae et Electro. Il sort l'album Turn this Club Around, du même nom Turn this Club Around est le 1er single extrait de cet album.
En 2013, il crée le duo Twoloud avec son ami Dennis Nicholls (D-Style). Leur musique s'apparente principalement à de la Big Room et de l'Electro House. Le groupe connait un succès fulgurant sur le label néerlandais Spinnin Records, qui signera par la suite des collaborations avec Tiesto, Julian Jordan, Danny Avila et Deniz Koyu. Ils créent leur propre label, Play Box, en 2015.

## Discographie

### Albums studio
| Welcome to the Club | - Sortie : 7 juillet 2010 - Label : Zooland - Formats : CD, téléchargement  | —  | —  |
| Hands Up Forever    | - Sortie : 15 février 2013 - Label : Zooland - Formats : CD, téléchargement | 90 | 52 |

### Singles
- 2007 : Lovesong
- 2007 : Heat of the Moment
- 2007 : Heaven (featuring Aila)
- 2007 : Feel Fine
- 2007 : Sky
- 2007 : Dance Dance
- 2008 : Hold Me Tonight (featuring Aila)
- 2009 : Raver's Fantasy
- 2009 : Raver's in the UK
- 2009 : Welcome to the Club
- 2010 : Outta My Head (featuring Darren Styles)
- 2010 : Loco
- 2011 : F.A.Q.
- 2012 : Hands Up Forever
- 2012 : Don't Stop the Dancing (featuring Carlprit)
- 2013 : I'm In Love With The DJ (featuring Nicci)
- 2013 : Tonight (featuring Nicco)
- 2013 : Just Another Night (featuring Floorfilla)

### Autres chansons
- 2006 : Rhythm & Drums
- 2006 : Bounce
- 2007 : Turn the Tide (featuring Aila)
- 2008 : Turn the Tide 2k8 (featuring Aila)